# Real robot
Le real robot (リアルロボット, riaru robotto, lit. « robot réel » ou « robot réaliste ») est un sous-genre du mecha dans la science-fiction japonaise, apparu en 1979 avec la série Mobile Suit Gundam. Il repose principalement sur la mise en scène de robots militaires pilotés de l’intérieur sur fond de guerre spatiale et d’intrigues géopolitiques. Sa principale caractéristique est d’adopter un ton résolument réaliste dans le scénario, concept qui est devenu très populaire au Japon.

## Terminologie
L’expression apparaît pour la première fois dans le jeu vidéo Super Robot Wars en 1991 qui classait les mechas en deux catégories : super robot et real robot. L’expression en katakana est la transcription de l’anglais real robot. En France, très peu d’études portent sur le sujet mais le terme est parfois employé ; Bounthavy Suvilay parle quant à elle d’« école réaliste ».

## Historique

### Contexte
Bien que le genre mecha fasse une première apparition dans le monde de l’animation japonaise avec Astro le petit robot d’Osamu Tezuka, la première série consacrée aux robots géants au Japon fut certainement Tetsujin 28-gō, sortie dès 1956 et qui donna naissance à toute une vague de séries mechas telles que Mazinger Z (1972) ou Goldorak (1975). Toutes ces séries pionnières du genre partagent une caractéristique essentielle : les robots sont invariablement gigantesques et surpuissants, de véritables armes surréalistes. On décrit communément ces machines comme des « super robots » (ou « super mechas ») ; à l’époque, ces séries de super robots présentent un certain code scénaristique suivi par tous les réalisateurs.

### Apparition et évolution dureal robot
La première série à rompre avec les codes des super robots est Mobile Suit Gundam, réalisé par Yoshiyuki Tomino et Hajime Yatate en 1979. L’innovation principale de cette œuvre est d’adopter une approche plausible et humaine du mecha ; en effet, les robots y sont de simples armes de guerre (au même titre que les tanks par exemple) produites en masse et sans super pouvoir,. Malgré un début difficile (la série est écourtée faute d’audience), Gundam gagne peu à peu en renommée jusqu’à devenir aujourd’hui l’une des séries les plus célèbres de l’animation japonaise. Ce succès s’explique par divers paramètres : l’attrait des Japonais pour la science et les robots, et l’évolution du public qui, dans les années 1980, est massivement composé non plus d’enfants mais d’adolescents et de jeunes adultes. Finalement, avec l’œuvre de Tomino naît un nouveau sous-genre de la science-fiction japonaise nommé real robot (robots réels ou robots réalistes).
Fort du succès de Gundam, un grand nombre de séries suivent la même lancée, comme Macross (dont le dérivé Robotech est très célèbre aux États-Unis), Patlabor, Armored Trooper Votoms, Full Metal Panic, etc. D’autres ne peuvent réellement s’y classer, mais en conservent une certaine inspiration, comme Evangelion à travers la confrontation entre l’interface du mecha et la psyché parfois instable du jeune pilote. 
Le real robot devient rapidement le sous-genre dominant du mecha, supplantant les super robots. Cependant, l’évolution marquée par Evangelion apporte une concurrence importante, et certains spécialistes se demandent s’il y a encore un avenir pour les longues sagas de real robot,, thèse contredite par le succès récent de séries comme Gundam 00 ou Code Geass pour Adam Barkman.

## Caractéristique du genre

### Le réalisme des robots
Le trait caractéristique du real robot réside dans la conception et la mise en scène des mechas qui se veulent les plus réalistes possibles en regard de notre monde contemporain, c’est-à-dire soumis aux lois de la physique, produits en masse, nécessitant une lourde logistique, destructibles et sans attaques surpuissantes. Ainsi, ils se voient cantonnés au rôle de simples armes, et non de super robots invincibles. Dans Mobile Suit Gundam, affronter plusieurs ennemis en même temps relève déjà de l’exploit et dans Macross, plusieurs robots ressemblent à nos avions.

### Le réalisme dans la narration
Le réalisme va néanmoins plus loin que le simple cas des robots ; en effet, c’est tout le scénario qui suit le même mouvement en se voulant humain et plausible, laissant la part belle aux intrigues géopolitiques, aux trahisons et aux drames individuels. Souvent, les combats sont relégués un peu au second plan pour insister sur la psychologie et les aspirations des protagonistes, comme dans Gundam ou Patlabor. Le contexte repose souvent sur la guerre et la colonisation spatiale, mais avec un manichéisme limité. Bien loin de faire l’apologie des combats et de la technologie militaire comme souvent dans l’école traditionnelle, le real robot adopte une posture antimilitariste et stigmatise la violence des conflits. Le genre laisse donc la part belle aux longues sagas ancrées dans un univers complexe que le spectateur découvre peu à peu.
Si la majorité des séries arborent une histoire plutôt tragique, le genre s’est clairement diversifié, comme Mobile Suit Gundam ZZ ou Full Metal Panic qui opte pour la comédie. Le genre real robot a d’ailleurs été parodié par diverses séries comme les SD Gundam.

### Points communs avec l’école traditionnelle
Si le réalisme présente de fait une rupture dans l’histoire du mecha japonais, il y reste néanmoins quelques influences des super robots : ainsi, le héros est souvent un jeune adolescent mêlé à la guerre contre sa volonté, et développe une relation forte avec son robot (l’exemple type en est Patlabor), idée similaire à la figure paternaliste du mecha que dans les toutes premières œuvres de super robots.

## Principales œuvres dereal robot

### Animeset films
Liste des séries et films du real robot :
- 1979 : Mobile Suit Gundam
- 1982 : The Super Dimension Fortress Macross
- 1983 : Armored Trooper VOTOMS
- 1984 : Southern Cross
- 1984 : The Super Dimension Fortress Macross: Do You Remember Love?
- 1985 : Mobile Suit Zeta Gundam
- 1986 : Mobile Suit Gundam ZZ
- 1987 : Bubblegum Crisis
- 1988 : Mobile Suit Gundam : Char contre-attaque
- 1988 : Patlabor
- 1989 : AD Police
- 1989 : Mobile Suit Gundam 0080 : War in the Pocket
- 1991 : Mobile Suit Gundam 0083 : Stardust Memory
- 1991 : Mobile Suit Gundam F91
- 1992 : The Super Dimension Fortress Macross II: Lovers Again
- 1993 : Mobile Suit Victory Gundam
- 1994 : Macross Plus
- 1994 : Macross 7
- 1994 : Mobile Fighter G Gundam
- 1995 : Macross 7 Encore
- 1995 : Gundam Wing
- 1996 : After War Gundam X
- 1996 : Martian successor Nadesico
- 1996 : Mobile Suit Gundam : The 08th MS Team
- 1996 : Neon Genesis Evangelion
- 1996 : Vision d'Escaflowne
- 1997 : Gundam Wing : Endless Waltz
- 1997 : Macross Dynamite 7
- 1998 : Gasaraki
- 1999 : Turn A Gundam
- 2001 : S-CRY-ed
- 2002 : Full Metal Panic
- 2002 : Macross Zero
- 2002 : Mobile Suit Gundam Seed
- 2002 : Mobile Suit Gundam Seed Astray
- 2004 : Mobile Suit Gundam MS IGLOO : The Hidden One Year War
- 2004 : Mobile Suit Gundam Seed Destiny
- 2005 : Eureka Seven
- 2005 : Gun X Sword
- 2006 : Code Geass
- 2006 : Mobile Suit Gundam MS IGLOO : Apocalypse 0079
- 2006 : Mobile Suit Gundam Seed C.E.73 Stargazer
- 2007 : Macross Frontier
- 2007 : Mobile Suit Gundam 00
- 2008 : Code Geass R2
- 2008 : Kurogane no Linebarrels
- 2008 : Mobile Suit Gundam MS IGLOO 2 : Jūryoku sensen
- 2010 : Mobile Suit Gundam 00: A Wakening of the Trailblazer
- 2010 : Mobile Suit Gundam Unicorn
- 2011 : Code Geass Gaiden
- 2011 : Gundam Age
- 2012 : Eureka Seven: AO

### Jeux vidéo
- 1991 : Super Robot Wars
- 1995 : Cyberbots: Fullmetal Madness
- 1995 : Front Mission[17]
- 1997 : Armored Core
- 1998 : Xenogears
- 1999 : Real Robot Battle Line
- 2001 : Zone of the Enders

### Sources et références
1. ↑  Par exemple : Dossier Gundam, Takato, 2009 ou Introduction à Gundam, cosmic-era.
2. 1 2 3 4  Bounthavy Suvilay, « Robot géant : de l’instrumentalisation à la fusion », Belphegor, Dalhousie University, vol. 3, no 2 « Terreurs de la science-fiction et du fantastique »,‎ 2004 (ISSN 1499-7185, lire en ligne)
3. ↑  (en) Mark Gilson, « A Brief History of Japanese Robophilia », Leonardo, The MIT Press, vol. 35, no 5,‎ août 1998, p. 367-369 (ISSN 0024-094X)
4. ↑  Jean-Claude Heudin, Robots et avatars, Odile Jacob, 5 novembre 2009, 157 p. (ISBN 978-2-7381-2366-4 et 2-7381-2366-X), p. 64
5. ↑  (en) Fred Patten, Watching anime, reading manga : 25 years of essays and reviews, Stone Bridge Press, 2004, 383 p. (ISBN 978-1-880656-92-1, lire en ligne), p. 258
6. ↑  (en) Jason Thompson, Manga : the complete guide, Ballantine Books/Del Rey, 2007, 556 p. (ISBN 978-0-345-48590-8), p. 213
7. ↑  (en) Lois H. Gresh et Robert Weinberg, The science of Anime : mecha-noids and AI-super-bots, Thunder’s Mouth Press, 2005, 259 p. (ISBN 978-1-56025-768-4), p. 114
8. ↑  (en) Helen McCarthy et Jonathan Clements, The Anime Encyclopedia : A Guide to Japanese Animation Since 1917, Titan Books Ltd, 2001 (ISBN 1-84576-500-1), p. 256-258
9. ↑  Thomas Lamarre, « An Introduction to Otaku Movement », EnterText, Université Brunel, vol. 4, no 1 « Animation »,‎ 2004-2005 (ISSN 1472-3085, lire en ligne)
10. ↑  Nicolas Finet, Dico manga : le dictionnaire encyclopédique de la bande dessinée japonaise, Paris, Fleurus, 2008, 624 p. (ISBN 978-2-215-07931-6), p. 92
11. ↑  (en) Helen McCarthy et Jonathan Clements, The Anime Encyclopedia : A Guide to Japanese Animation Since 1917, Titan Books Ltd, 2001 (ISBN 1-84576-500-1), p. 567-568
12. ↑  (en) Azuma Hiroki, « The Animalization of Otaku Culture », Mechademia, University of Minnesota Press, no 2 « Networks of Desire »,‎ 2007, p. 175 (ISBN 9780816652662, lire en ligne)
13. 1 2  (en) Hiroki Azuma et Jonathan E. Abel, Otaku : Japan’s database animals, University of Minnesota Press, 2009, 144 p. (ISBN 978-0-8166-5352-2, lire en ligne), p. 37
14. ↑  (en) Adam Barkman, « Platonic Eros, Ottonian Numinous and Spiritual Longing in Otaku Culture », Journal for the Renewal of Religion and Theology, no 153,‎ août 2009 (ISSN 1834-3627, lire en ligne)
15. 1 2  « Introduction à Gundam », cosmic-era.com (consulté le 11 novembre 2010)
16. ↑  (en) Timothy N. Hornyak, Loving the machine : the art and science of Japanese robots, Kōdansha International, 2006, 159 p. (ISBN 978-4-7700-3012-2, lire en ligne), p. 68-69
17. ↑  (en) « Front Mission Evolved, MGS: Peace Walker Cross-Promotion », 13 juillet 2010